# Colle Sannita
Colle Sannita is een gemeente in de Italiaanse provincie Benevento (regio Campanië) en telt 2982 inwoners (31-12-2004). De oppervlakte bedraagt 37,0 km², de bevolkingsdichtheid is 85 inwoners per km².
De volgende frazioni maken deel uit van de gemeente: Decorata.

## Demografie
Colle Sannita telt ongeveer 1122 huishoudens. Het aantal inwoners daalde in de periode 1991-2001 met 14,4% volgens cijfers uit de tienjaarlijkse volkstellingen van ISTAT.
| Jaar | Inwoneraantal |
| ---- | ------------- |
| 1991 | 3571          |
| 2001 | 3056          |

## Geografie
De gemeente ligt op ongeveer 720 m boven zeeniveau.
Colle Sannita grenst aan de volgende gemeenten: Baselice, Castelpagano, Castelvetere in Val Fortore, Circello, Reino, Riccia (CB), San Marco dei Cavoti.